# Kozłówka (województwo mazowieckie)
Kozłówka – wieś w Polsce położona w województwie mazowieckim, w powiecie pułtuskim, w gminie Gzy. Ma status sołectwa.
Przez miejscowość przebiega droga wojewódzka nr 618.
W latach 1975–1998 miejscowość administracyjnie należała do województwa ciechanowskiego.